# Mijaíl Dovgaliuk
Mijaíl Dzhavanchirovich Dovgaliuk –en ruso, Михаил Джаванширович Довгалюк– (Moscú, 3 de junio de 1995) es un deportista ruso que compite en natación, especialista en el estilo libre.
Participó en dos Juegos Olímpicos de Verano, obteniendo una medalla de plata en Tokio 2020, en la prueba de 4 × 200 m libre, y el quinto lugar en Río de Janeiro 2016, en la misma prueba.
Ganó dos medallas de plata en el Campeonato Mundial de Natación, en los años 2017 y 2019, una medalla de oro en el Campeonato Mundial de Natación en Piscina Corta de 2016 y tres medallas en el Campeonato Europeo de Natación de 2018.

## Palmarés internacional
| Juegos Olímpicos                    | Juegos Olímpicos        | Juegos Olímpicos  | Juegos Olímpicos      |
| Año                                 | Lugar                   | Medalla           | Prueba                |
| ----------------------------------- | ----------------------- | ----------------- | --------------------- |
| 2020                                | Tokio (Japón)           | Medalla de plata  | 4 × 200 m libre       |
| Campeonato Mundial                  |                         |                   |                       |
| Año                                 | Lugar                   | Medalla           | Prueba                |
| 2017                                | Budapest (Hungría)      | Medalla de plata  | 4 × 200 m libre       |
| 2019                                | Gwangju (Corea del Sur) | Medalla de plata  | 4 × 200 m libre       |
| Campeonato Mundial en Piscina Corta |                         |                   |                       |
| Año                                 | Lugar                   | Medalla           | Prueba                |
| 2016                                | Windsor (Canadá)        | Medalla de oro    | 4 × 200 m libre       |
| Campeonato Europeo                  |                         |                   |                       |
| Año                                 | Lugar                   | Medalla           | Prueba                |
| 2018                                | Glasgow (Reino Unido)   | Medalla de plata  | 4 × 200 m libre       |
| 2018                                | Glasgow (Reino Unido)   | Medalla de plata  | 4 × 200 m libre mixto |
| 2018                                | Glasgow (Reino Unido)   | Medalla de bronce | 200 m libre           |